# Parapielus luteicornis
Parapielus luteicornis är en fjärilsart som beskrevs av Berg 1882. Parapielus luteicornis ingår i släktet Parapielus och familjen rotfjärilar. Inga underarter finns listade i Catalogue of Life.